# Iperione (astronomia)
Iperione è un satellite naturale del pianeta Saturno; la sua scoperta, ad opera di William Cranch Bond, George Phillips Bond e William Lassell, risale al 1848. Il suo nome deriva da quello di Iperione, un Titano della mitologia greca. È anche noto come Saturno VII.

## Storia
La scoperta di Iperione avvenne poco dopo che John Herschel aveva ufficialmente proposto dei nomi per gli altri sette satelliti di Saturno già noti, nella sua pubblicazione Risultati delle osservazioni astronomiche condotte presso il Capo di Buona Speranza del 1847. Lassell, che scoprì Iperione due giorni dopo i Bond ed indipendentemente da loro, aveva già abbracciato lo schema proposto da Herschel e suggerì quindi un nome in linea con quelli precedenti. Inoltre batté sul tempo i Bond nella pubblicazione della scoperta.

## Dati fisici
Iperione è il corpo irregolare più grande del sistema solare dopo Proteo, un satellite naturale di Nettuno; questi è appena più grande, ma quasi sferico.
Sembra probabile che Iperione sia un frammento di un corpo di dimensioni maggiori, interessato da un impatto catastrofico nel lontano passato

## Parametri orbitali
Le immagini della sonda spaziale Voyager 2 e le successive osservazioni condotte dalla Terra hanno evidenziato che la rotazione di Iperione è caotica, ossia che il suo asse di rotazione si sposta in maniera imprevedibile al passare del tempo. Iperione è attualmente l'unico corpo conosciuto del sistema solare che presenti una rotazione caotica, ma simulazioni al computer sembrano indicare che altri satelliti di forma irregolare potrebbero aver esibito comportamenti analoghi in passato.
Diverse caratteristiche di Iperione contribuiscono a causare la rotazione caotica: si tratta di un corpo estremamente irregolare, dall'orbita fortemente eccentrica, e che lo porta ad avvicinarsi periodicamente ad un satellite particolarmente massiccio, Titano, con cui si trova in risonanza orbitale 3:4.
La rotazione caotica di Iperione è probabilmente il motivo per cui esso ha una superficie con caratteristiche più o meno uniformi; la maggior parte degli altri satelliti naturali di Saturno presenta invece due emisferi assai diversi, a seconda dell'esposizione verso l'atmosfera del pianeta o verso lo spazio interplanetario.

## Superficie

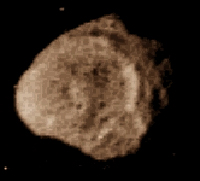
Iperione ripreso dal Voyager 2.

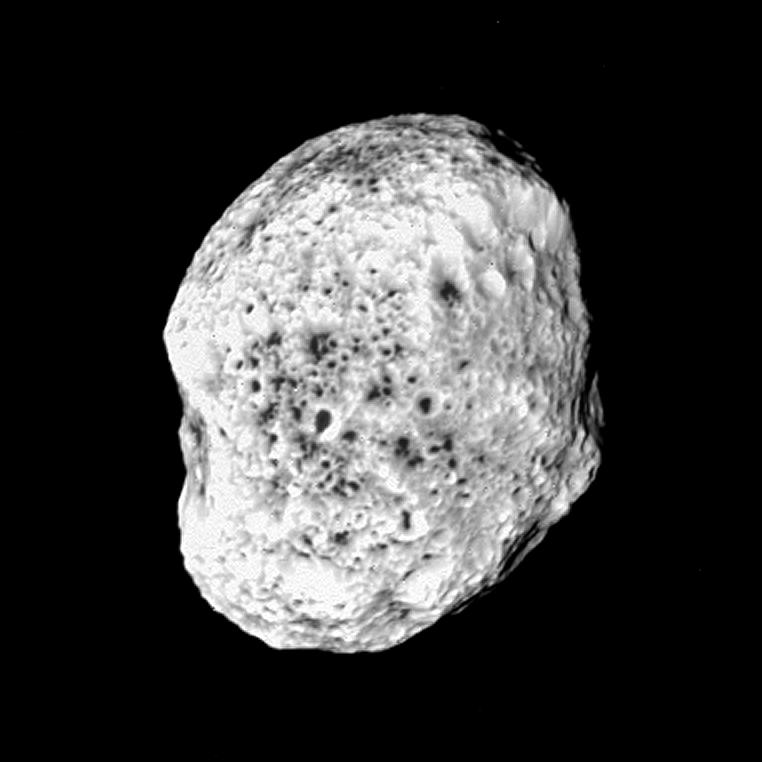
Iperione ripreso dalla sonda Cassini.

A differenza della maggior parte dei satelliti naturali di Saturno, Iperione presenta un'albedo bassa (0,3), essendo ricoperto da uno strato di materiale scuro. Le cause della bassa albedo potrebbero essere diverse; potrebbero essere residui del metano proveniente dall'atmosfera di Titano e spogliatosi dell'idrogeno a causa della radiazione solare, oppure potrebbe trattarsi di biossido di carbonio congelato misto a idrocarburi. Una terza possibilità è del materiale scuro proveniente da Febe che può aver scurito la superficie come successo nel caso di Giapeto. Iperione mostra infatti una colorazione più rossa di quella di Febe e assai simile a quella del materiale scuro presente su Giapeto.
Da un punto di vista geologico, la superficie di Iperione è dominata da un vasto cratere largo circa 120 km e profondo 10 km. Il corpo si presenta ricco di crateri minori profondi e particolarmente scoscesi, che gli conferiscono un tipico aspetto spugnoso; il letto dei crateri è colmo di materiale più scuro. La sua porosità e la sua bassa gravità sulla superficie sono l'effetto di numerosi impatti con rocce spaziali, che hanno compresso il materiale.

## Struttura interna
Come la maggior parte dei satelliti naturali di Saturno, Iperione è caratterizzato da una bassa densità; l'oggetto dovrebbe dunque essere composto prevalentemente da ghiaccio d'acqua, con una piccola percentuale di rocce.

## Esplorazione di Iperione
Iperione è stato osservato per la prima volta da vicino dalla sonda Voyager 2, negli anni ottanta del XX secolo. La sonda ha attraversato il sistema di Saturno senza tuttavia avvicinarsi particolarmente al satellite; le immagini inviate a Terra hanno permesso di individuare singoli crateri, ma non sono state sufficienti ad elaborare una mappa della superficie dell'oggetto. La sonda spaziale Cassini ha effettuato il suo unico fly-by previsto di Iperione il 26 settembre 2005, raggiungendo una distanza minima di 510 chilometri dalla superficie del corpo.